# Chênée
Chênée is een deelgemeente van de Belgische stad Luik. De plaats ligt in de provincie Luik en was een zelfstandige gemeente tot aan de gemeentelijke herindeling van 1977.
Bij Chênée stroomt de Vesder in de Ourthe.

## Etymologie
De naam Chênée is afgeleid van chêne (eik).

## Geschiedenis
Tot 1266 behoorde Chênée tot het baljuwschap van Jupille, die weer ondergeschikt was aan het bisdom Verdun. In dat jaar kwam Chênée aan het Prinsbisdom Luik. In de Franse tijd (eind 18e eeuw) werd het een zelfstandige gemeente, die in 1977 opging in de gemeente Luik.
Chênée kende in 1758 drie glasfabrieken: Grandchamps & Coune, Bonniver, en Cambresier & Co. Uiteindelijk bleef de Verrerie Grandchamps, welke de flessen vervaardigde voor het mineraalwater Spa. Dit was de opvolging van de Verreries d'Amblève, welke in 1721 te Aywaille was opgericht.
Aan de samenvloeiing van Vesder en Ourthe heeft een maalderij gestaan, waarvan het gebouw nog aanwezig is.

## Demografische ontwikkeling
- Bronnen:NIS, Opm:1831 tot en met 1970=volkstellingen; 1976 = inwoneraantal op 31 december

## Bezienswaardigheden
- Sint-Joannes Vianneykerk, in Malvaux
- Sint-Pieterskerk
- Cimetière des Combattants
- Kasteel van Gaillarmont
- Voormalig gemeentehuis

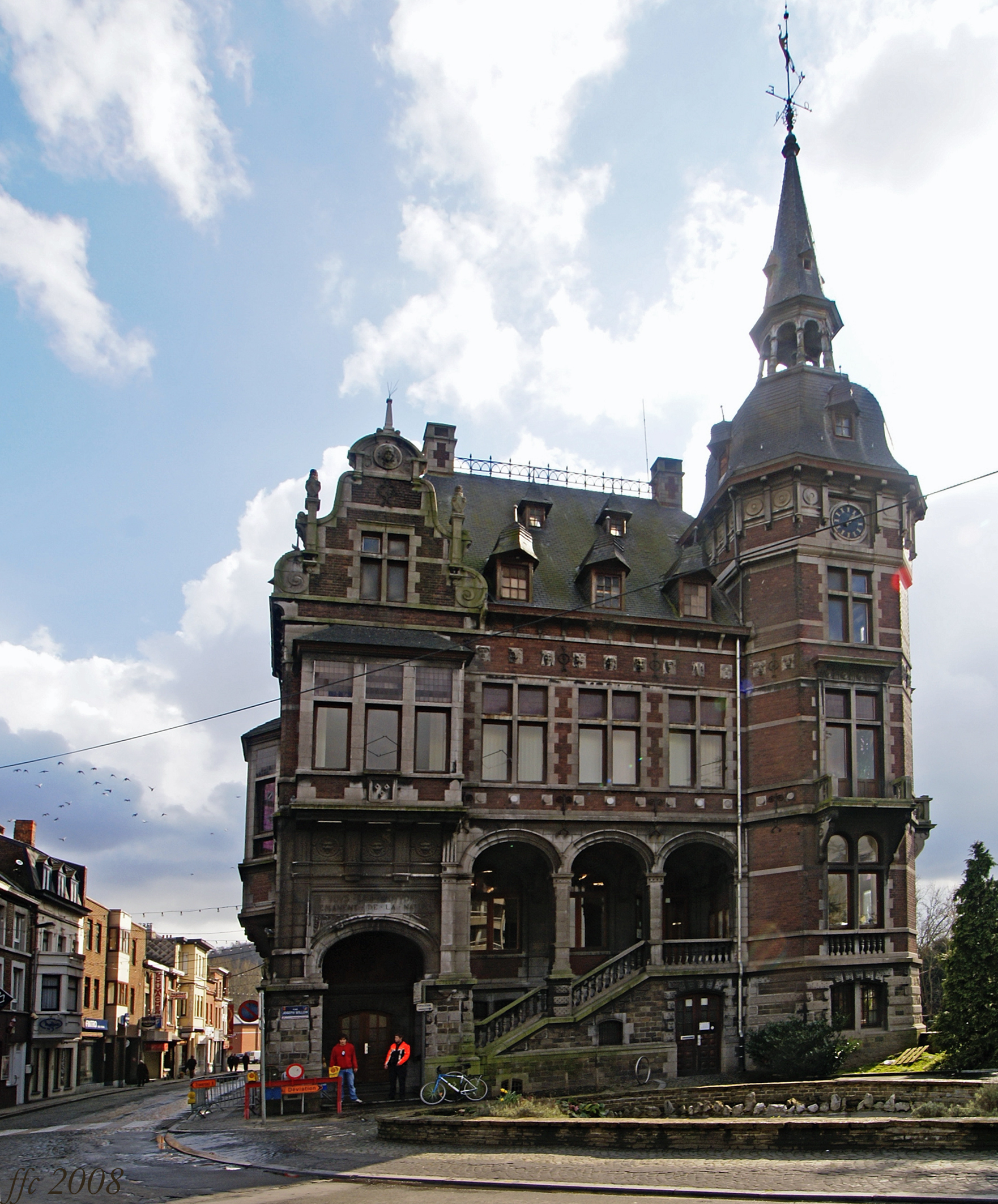
Het voormalige gemeentehuis van Chênée
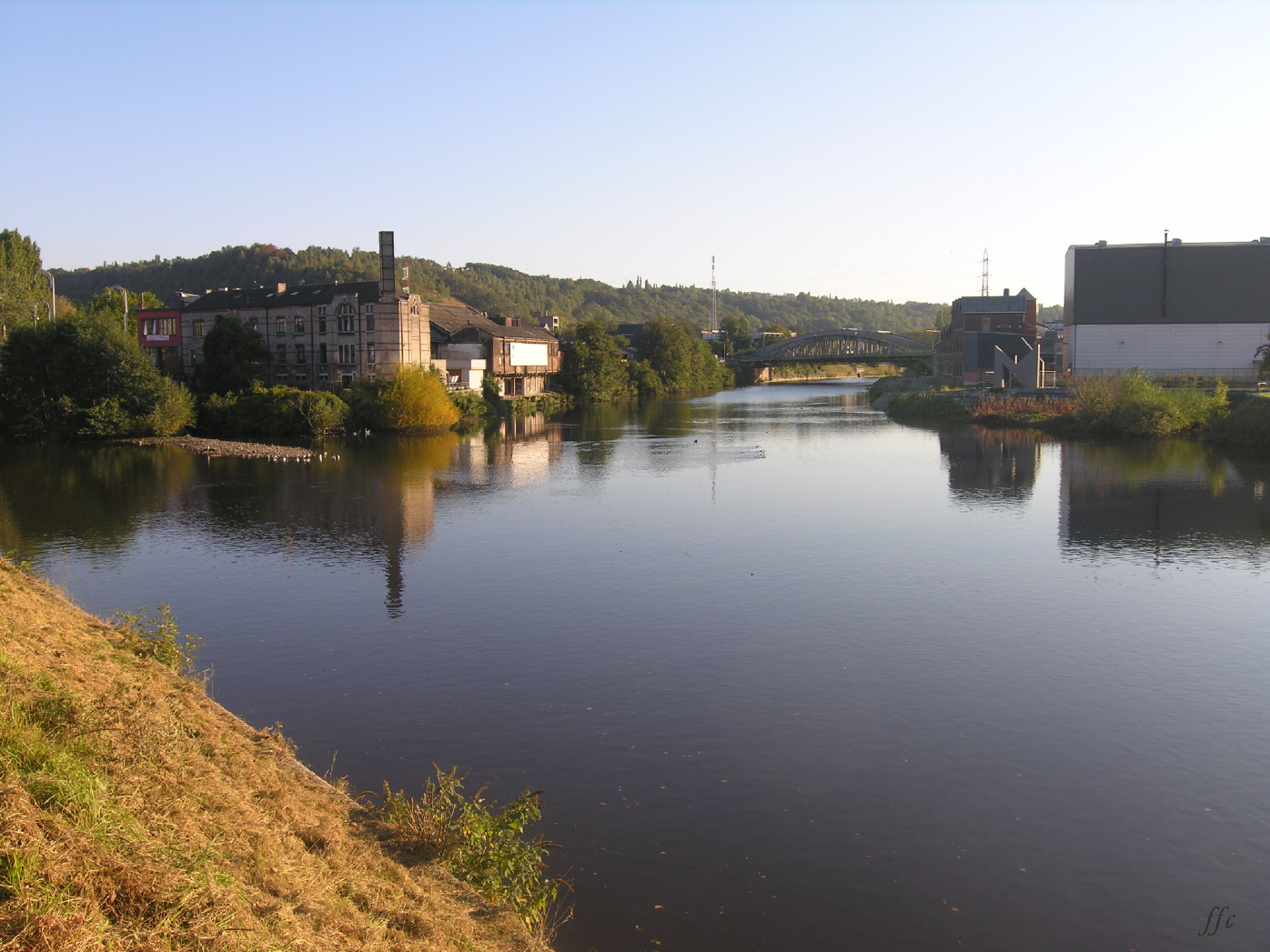
Monding van de Vesder (links boven) in de Ourthe

## Natuur en landschap
Chênée ligt aan de samenvloeiing van de Vesder en de Ourthe. De kern ligt op een hoogte van ongeveer 80 meter, maar naar het noorden toe liggen ook woonwijken op ongeveer 150 meter hoogte. Naar het oosten toe ligt landelijk gebied met enkele bossen. De spoorlijn 38 van Chênée naar Plombières die aan het station Chênée aan spoorlijn 37 begon is opgebroken en omgevormd tot fietspad.

## Geboren
- Georges Poulet (1902-1991), literatuurcriticus, filoloog, filosoof, essayist en hoogleraar
- Pierre Seron (1942-2017), striptekenaar

## Nabijgelegen kernen
Embourg (Mehagne), Vaux-sous-Chèvremont, Grivegnée
Deelgemeenten: Angleur · Bressoux · Chênée · Glain · Grivegnée · Jupille-sur-Meuse · Luik · Rocourt · Wandre

Wijken: Amercœur · Burenville · Bois-de-Breux · Centre · Cointe · Droixhe · Guillemins · Kinkempois · Laveu · Longdoz · Nord · Outremeuse  · Saint-Laurent · Sainte-Marguerite · Sainte-Walburge · Sart-Tilman · Sclessin · Thier-à-Liège · Vennes

Subwijken: Avroy · Coronmeuse · Cornillon · Fétinne · Naimette-Xhovémont · Pierreuse · Saint-Gilles · Saint-Léonard

Buurten: Le Carré · Féronstrée et Hors-Château · Quartier latin

Belgische gemeenten · arrondissement Luik · provincie Luik · Wallonië